# Cantó de La Fère
El cantó de La Fère és un cantó francès del departament de l'Aisne, situat al districte de Laon. Té 20 municipis i el cap és La Fère.

## Municipis
- Achery
- Andelain
- Anguilcourt-le-Sart
- Bertaucourt-Epourdon
- Brie
- Charmes
- Courbes
- Danizy
- Deuillet
- La Fère
- Fourdrain
- Fressancourt
- Mayot
- Monceau-lès-Leups
- Rogécourt
- Saint-Gobain
- Saint-Nicolas-aux-Bois
- Servais
- Travecy
- Versigny

## Història
| Data d'elecció                           | Identitat          | Partit           | Qualitat |
| ---------------------------------------- | ------------------ | ---------------- | -------- |
| 1945-1952                                | Élie Bloncourt     | SFIO             |          |
| 1951-1958                                | M. Pruvot          | PCF              |          |
| 1958-1970                                | M. Hocquet         | Centrista        |          |
| 1970-1973                                | Paul Hauriez       | PCF              |          |
| 1973-1994                                | Albert Catalifaud  | UDR, després RPR |          |
| 1994-2008                                | Raymond Deneuville | RPR, després UMP |          |
| 2008-                                    | Frédéric Mathieu   | IDG              |          |
| les dades anteriors no són pas conegudes |                    |                  |          |
|                                          |                    |                  |          |

## Demografia
| A partir de 1990: Població sense dobles comptes |